# Rodiño
Rodiño era un lugar español situado en la parroquia de Sergude, del municipio de Boqueijón, en la provincia de La Coruña, Galicia.

## Historia
El lugar de Rodiño fue suprimido entre el año 2010 y 2012 junto con el lugar de Sergude al escindirse en los lugares de Deseiro de Abaixo, Deseiro de Arriba, Gándara, Lamas, Mareque, Noenlle, Pumares, Rodiño Grande, Rodiño Pequeno y Vilar.

## Demografía
| Gráfica de evolución demográfica de Rodiño entre 2000 y 2013 |
|                                                              |
| Datos según el nomenclátor publicado por el INE.             |